# Grand Prix Formule 1 van Spanje 2024
De Grand Prix Formule 1 van Spanje 2024 werd verreden op 23 juni op het Circuit de Barcelona-Catalunya nabij Barcelona. Het was de tiende race van het seizoen.

## Vrije trainingen

### Uitslagen
- Enkel de top vijf wordt weergegeven.

| Vrije training 1 | Pos. | Nr. | Coureur          | Constructeur               | Tijd     |
| ---------------- | ---- | --- | ---------------- | -------------------------- | -------- |
| Vrije training 1 | 1    | 4   | Lando Norris     | McLaren-Mercedes           | 1:14.228 |
| Vrije training 1 | 2    | 1   | Max Verstappen   | Red Bull Racing-Honda RBPT | 1:14.252 |
| Vrije training 1 | 3    | 55  | Carlos Sainz jr. | Ferrari                    | 1:14.572 |
| Vrije training 1 | 4    | 63  | George Russell   | Mercedes                   | 1:14.614 |
| Vrije training 1 | 5    | 11  | Sergio Pérez     | Red Bull Racing-Honda RBPT | 1:14.692 |
| Vrije training 2 | Pos. | Nr. | Coureur          | Constructeur               | Tijd     |
| Vrije training 2 | 1    | 44  | Lewis Hamilton   | Mercedes                   | 1:13.264 |
| Vrije training 2 | 2    | 55  | Carlos Sainz jr. | Ferrari                    | 1:13.286 |
| Vrije training 2 | 3    | 4   | Lando Norris     | McLaren-Mercedes           | 1:13.319 |
| Vrije training 2 | 4    | 10  | Pierre Gasly     | Alpine-Renault             | 1:13.443 |
| Vrije training 2 | 5    | 1   | Max Verstappen   | Red Bull Racing-Honda RBPT | 1:13.504 |
| Vrije training 3 | Pos. | Nr. | Coureur          | Constructeur               | Tijd     |
| Vrije training 3 | 1    | 55  | Carlos Sainz jr. | Ferrari                    | 1:13.013 |
| Vrije training 3 | 2    | 4   | Lando Norris     | McLaren-Mercedes           | 1:13.043 |
| Vrije training 3 | 3    | 16  | Charles Leclerc  | Ferrari                    | 1:13.050 |
| Vrije training 3 | 4    | 1   | Max Verstappen   | Red Bull Racing-Honda RBPT | 1:13.087 |
| Vrije training 3 | 5    | 63  | George Russell   | Mercedes                   | 1:13.164 |

Testcoureur in vrije training 1:
  Oliver Bearman (Haas-Ferrari) reed in plaats van Nico Hülkenberg. Hij reed een tijd van 1:15.865 en werd daarmee negentiende.

## Kwalificatie
Lando Norris behaalde de tweede pole position in zijn carrière.
| Pos.                   | Nr. | Coureur          | Constructeur               | Kwalificatietijden | Kwalificatietijden | Kwalificatietijden | Grid   |
| Pos.                   | Nr. | Coureur          | Constructeur               | Q1                 | Q2                 | Q3                 | Grid   |
| ---------------------- | --- | ---------------- | -------------------------- | ------------------ | ------------------ | ------------------ | ------ |
| 1                      | 4   | Lando Norris     | McLaren-Mercedes           | 1:12.386           | 1:11.872           | 1:11.383           | 1      |
| 2                      | 1   | Max Verstappen   | Red Bull Racing-Honda RBPT | 1:12.306           | 1:11.653           | 1:11.403           | 2      |
| 3                      | 44  | Lewis Hamilton   | Mercedes                   | 1:12.143           | 1:11.792           | 1:11.701           | 3      |
| 4                      | 63  | George Russell   | Mercedes                   | 1:12.456           | 1:11.812           | 1:11.703           | 4      |
| 5                      | 16  | Charles Leclerc  | Ferrari                    | 1:12.257           | 1:12.038           | 1:11.731           | 5      |
| 6                      | 55  | Carlos Sainz jr. | Ferrari                    | 1:12.403           | 1:11.874           | 1:11.736           | 6      |
| 7                      | 10  | Pierre Gasly     | Alpine-Renault             | 1:12.651           | 1:12.079           | 1:11.857           | 7      |
| 8                      | 11  | Sergio Pérez     | Red Bull Racing-Honda RBPT | 1:12.477           | 1:12.054           | 1:12.061           | 11 *1  |
| 9                      | 31  | Esteban Ocon     | Alpine-Renault             | 1:12.691           | 1:12.109           | 1:12.125           | 8      |
| 10                     | 81  | Oscar Piastri    | McLaren-Mercedes           | 1:12.460           | 1:12.011           | Geen tijd          | 9      |
| 11                     | 14  | Fernando Alonso  | Aston Martin-Mercedes      | 1:12.505           | 1:12.128           |                    | 10     |
| 12                     | 77  | Valtteri Bottas  | Kick Sauber-Ferrari        | 1:12.758           | 1:12.227           |                    | 12     |
| 13                     | 27  | Nico Hülkenberg  | Haas-Ferrari               | 1:12.708           | 1:12.310           |                    | 13     |
| 14                     | 18  | Lance Stroll     | Aston Martin-Mercedes      | 1:12.881           | 1:12.372           |                    | 14     |
| 15                     | 24  | Zhou Guanyu      | Kick Sauber-Ferrari        | 1:12.880           | 1:12.738           |                    | 15     |
| 16                     | 20  | Kevin Magnussen  | Haas-Ferrari               | 1:12.937           |                    |                    | 16     |
| 17                     | 22  | Yuki Tsunoda     | RB-Honda RBPT              | 1:12.985           |                    |                    | 17     |
| 18                     | 3   | Daniel Ricciardo | RB-Honda RBPT              | 1:13.075           |                    |                    | 18     |
| 19                     | 23  | Alexander Albon  | Williams-Mercedes          | 1:13.153           |                    |                    | Pit *2 |
| 20                     | 2   | Logan Sargeant   | Williams-Mercedes          | 1:13.509           |                    |                    | 19 *3  |
| Q1 107% tijd: 1:17.193 |     |                  |                            |                    |                    |                    |        |
| Bron: formula1.com     |     |                  |                            |                    |                    |                    |        |

*1 Sergio Pérez kreeg een gridstraf van drie plaatsen vanwege het doorrijden met een kapotte achtervleugel tijdens de Grand Prix van Canada.

*2 Alexander Albon moest vanuit de pit starten omdat er aan zijn wagen is gewerkt onder Parc fermé condities.

*3 Logan Sargeant kreeg een gridstraf van drie plaatsen vanwege het hinderen van Lance Stroll tijdens de eerste kwalificatiesessie. De straf had geen gevolgen omdat Sargeant zich op de laatste plaats had gekwalificeerd, sterker nog, hij schoof één plaats naar voren op de startopstelling doordat Alexander Albon vanuit de pit moest starten.

## Wedstrijd
Max Verstappen behaalde de eenenzestigste Grand Prix-overwinning in zijn carrière.
| Pos.               | Nr. | Coureur          | Constructeur               | Rondes | Tijd / Oorzaak Uitval | Grid | Punten |
| ------------------ | --- | ---------------- | -------------------------- | ------ | --------------------- | ---- | ------ |
| 1                  | 1   | Max Verstappen   | Red Bull Racing-Honda RBPT | 66     | 1:28:20.227           | 2    | 25     |
| 2                  | 4   | Lando Norris     | McLaren-Mercedes           | 66     | +2.219                | 1    | 19 S   |
| 3                  | 44  | Lewis Hamilton   | Mercedes                   | 66     | +17.790               | 3    | 15     |
| 4                  | 63  | George Russell   | Mercedes                   | 66     | +22.320               | 4    | 12     |
| 5                  | 16  | Charles Leclerc  | Ferrari                    | 66     | +22.709               | 5    | 10     |
| 6                  | 55  | Carlos Sainz jr. | Ferrari                    | 66     | +31.028               | 6    | 8      |
| 7                  | 81  | Oscar Piastri    | McLaren-Mercedes           | 66     | +33.760               | 9    | 6      |
| 8                  | 11  | Sergio Pérez     | Red Bull Racing-Honda RBPT | 66     | +59.524               | 11   | 4      |
| 9                  | 10  | Pierre Gasly     | Alpine-Renault             | 66     | +1:02.025             | 7    | 2      |
| 10                 | 31  | Esteban Ocon     | Alpine-Renault             | 66     | +1:11.889             | 8    | 1      |
| 11                 | 27  | Nico Hülkenberg  | Haas-Ferrari               | 66     | +1:19.215 *1          | 13   |        |
| 12                 | 14  | Fernando Alonso  | Aston Martin-Mercedes      | 65     | +1 ronde              | 10   |        |
| 13                 | 24  | Zhou Guanyu      | Kick Sauber-Ferrari        | 65     | +1 ronde              | 15   |        |
| 14                 | 18  | Lance Stroll     | Aston Martin-Mercedes      | 65     | +1 ronde              | 14   |        |
| 15                 | 3   | Daniel Ricciardo | RB-Honda RBPT              | 65     | +1 ronde              | 18   |        |
| 16                 | 77  | Valtteri Bottas  | Kick Sauber-Ferrari        | 65     | +1 ronde              | 12   |        |
| 17                 | 20  | Kevin Magnussen  | Haas-Ferrari               | 65     | +1 ronde              | 16   |        |
| 18                 | 23  | Alexander Albon  | Williams-Mercedes          | 65     | +1 ronde              | Pit  |        |
| 19                 | 22  | Yuki Tsunoda     | RB-Honda RBPT              | 65     | +1 ronde *1           | 17   |        |
| 20                 | 2   | Logan Sargeant   | Williams-Mercedes          | 64     | +2 rondes             | 19   |        |
| Bron: formula1.com |     |                  |                            |        |                       |      |        |

S Lando Norris reed voor de zevende keer in zijn carrière een snelste ronde en behaalde hiermee een extra punt.

*1 Nico Hülkenberg en Yuki Tsunoda kregen een tijdstraf van vijf seconden voor het te snel rijden in de pitstraat. Voor beide coureurs had dit geen gevolgen voor de positie in de einduitslag.

## Tussenstanden wereldkampioenschap
Betreft tussenstanden voor het wereldkampioenschap na afloop van de race.

### Coureurs
| Pos. | Nr. | Coureur          | Constructeur               | Punten |
| ---- | --- | ---------------- | -------------------------- | ------ |
| 1    | 1   | Max Verstappen   | Red Bull Racing-Honda RBPT | 219    |
| 2    | 4   | Lando Norris     | McLaren-Mercedes           | 150    |
| 3    | 16  | Charles Leclerc  | Ferrari                    | 148    |
| 4    | 55  | Carlos Sainz jr. | Ferrari                    | 116    |
| 5    | 11  | Sergio Pérez     | Red Bull Racing-Honda RBPT | 111    |
| 6    | 81  | Oscar Piastri    | McLaren-Mercedes           | 87     |
| 7    | 63  | George Russell   | Mercedes                   | 81     |
| 8    | 44  | Lewis Hamilton   | Mercedes                   | 70     |
| 9    | 14  | Fernando Alonso  | Aston Martin-Mercedes      | 41     |
| 10   | 22  | Yuki Tsunoda     | RB-Honda RBPT              | 19     |
| 11   | 18  | Lance Stroll     | Aston Martin-Mercedes      | 17     |
| 12   | 3   | Daniel Ricciardo | RB-Honda RBPT              | 9      |
| 13   | 38  | Oliver Bearman   | Ferrari                    | 6      |
| 14   | 27  | Nico Hülkenberg  | Haas-Ferrari               | 6      |
| 15   | 10  | Pierre Gasly     | Alpine-Renault             | 5      |
| 16   | 31  | Esteban Ocon     | Alpine-Renault             | 3      |
| 17   | 23  | Alexander Albon  | Williams-Mercedes          | 2      |
| 18   | 20  | Kevin Magnussen  | Haas-Ferrari               | 1      |
| 19   | 24  | Zhou Guanyu      | Kick Sauber-Ferrari        | 0      |
| 20   | 77  | Valtteri Bottas  | Kick Sauber-Ferrari        | 0      |
| 21   | 2   | Logan Sargeant   | Williams-Mercedes          | 0      |

### Constructeurs
| Pos. | Constructeur               | Punten |
| ---- | -------------------------- | ------ |
| 1    | Red Bull Racing-Honda RBPT | 330    |
| 2    | Ferrari                    | 270    |
| 3    | McLaren-Mercedes           | 237    |
| 4    | Mercedes                   | 151    |
| 5    | Aston Martin-Mercedes      | 58     |
| 6    | RB-Honda RBPT              | 28     |
| 7    | Alpine-Renault             | 8      |
| 8    | Haas-Ferrari               | 7      |
| 9    | Williams-Mercedes          | 2      |
| 10   | Kick Sauber-Ferrari        | 0      |